# Sonny Clark
Sonny Clark (21. července 1931 Herminie, Pensylvánie, USA – 13. ledna 1963 New York City, New York, USA) byl americký jazzový klavírista.
Svou profesionální kariéru zahájil poté, co se ve svých dvaceti letech přestěhoval k tetě do Kalifornie. Zde začal spolupracovat se saxofonistou Wardellem Grayem a později s kontrabasistou Oscarem Pettifordem. Po několika měsících započal tříletou spolupráci s klarinetistou Buddym DeFrancem. V pozdějších letech spolupracoval s mnoha dalšími hudebníky, mezi které patřili Stanley Turrentine, Lee Morgan, Jackie McLean, Dexter Gordon a další.
V roce 1985 spolu John Zorn, Wayne Horvitz, Bobby Previte a Ray Drummond nahráli album Voodoo složené z Clarkových skladeb.